# Apeadero Bombas Diadema
Bombas Diadema o Kilómetro 15 era un apeadero que funcionaba como parada ferroviaria. Estaba abocado al servicio suburbano del Ferrocarril de Comodoro Rivadavia que unía a esta localidad con Sarmiento. Se hallaba ubicado en el ejido urbano de Comodoro del departamento Escalante de la provincia de Chubut (Argentina).

## Toponimia
Tomó su nombre de los aparatos de bombeo que rodeaban la zona. En tanto, su otra sección del nombre homenajeó a la compañía petrolera Diadema. Por otra parte, su otro nombre informal proviene del kilometraje de 15 kilómetros que las vías que alcanzaban en este punto respecto a la estación matriz.

## Características
Este apeadero al funcionar como parada permitía el acceso de los viajeros a los trenes o su descenso en este lugar, aunque no se vendían pasajes ni contaba con una edificación que cumpliera las funciones de estación propiamente dicha. En 1958 se informaba que el equipaje que no sea bulto de mano, debería ser cargado o descargado, según el caso. No se comunicó desvío en Km 15 por lo que solo se trataría de una parada para el uso de los pasajeros. 
Servía a las localidad de Ciudadela. Se encontraba en las cercanías de ruta provincial 39. En este lugar fue construido un plan de viviendas llamado Barrio Corti el cual pertenece a Ciudadela.
La parada formaba parte del Ferrocarril de Comodoro Rivadavia que comenzó a funcionar en el año 1910 y que fue cerrado definitivamente en el año 1978 por acción del entonces ministro de economía José Martínez de Hoz de la dictadura autodenominada Proceso de Reorganización Nacional. Desde entonces se mantuvo en buen estado de conservación por algunos años.
Para 1992 el entonces ministro de economía Domingo Cavallo del gobierno peronista encabezado por Carlos Menem confirmó la clausura de 1978. Inmediatamente se ordenó el levantamiento de las instalaciones ferroviarias que sobrevivían como vías, desvíos, apeaderos y material afín; desapareciendo gran parte del rastro del ferrocarril sobre la ruta provincial 39. Hoy solo quedan cortos tramos de vías y gran parte del terraplén.
La ruta que une Ciudadela y Diadema aun sigue siendo un importante nodo de circulación. El estado provincial proyecta una doble trocha desde la unión de la ruta provincial 39 con ruta Nacional 3 de 2.5 kilómetros de longitud.  Esto podría afectar a los pocos restos del terraplén y vías que aun sobreviven.

## Funcionamiento

### Itinerarios históricos
El análisis de itinerarios de horarios del servicio de larga distancia, lo largo del tiempo, confirman que fue una parada de escasa importancia o de tardía incorporación para los servicios ferroviarios, ya que no fue mencionada en la mayoría de los itinerarios.
De este análisis surge que los informes de horario entre 1920, 1928, 1930, 1934 y 1936 no la tuvieron en cuenta.
Desde 1938 el itinerario mostró por primera vez la extensa red servicio suburbano que recorría la zona norte de Comodoro. Gracias a las últimas mejoras que recibió el ferrocarril, con la incorporación de ferrobuses, se logró que el servicio de pasajero y cargas ligeras reciba la mejora en el tiempo del trayecto que pasó de casi 8 hs a alrededor de 4 hs. Fue a partir de este informe que se nombró por primera vez a este punto. Además, se informó que con la nueva tecnología el ferrobús, partiendo desde estación matriz, alcanzaba este punto en 26 minutos. Las distancias con los puntos vecinos se cubrían en 19 minutos a El Sindicato y en 9 minutos con Parada Aeródromo. Por último, dentro del mismo documento se aclaró que este punto no era tenido en consideración para el viaje de larga distancia a Sarmiento. El apeadero fue nominado Bomb. Diadema.

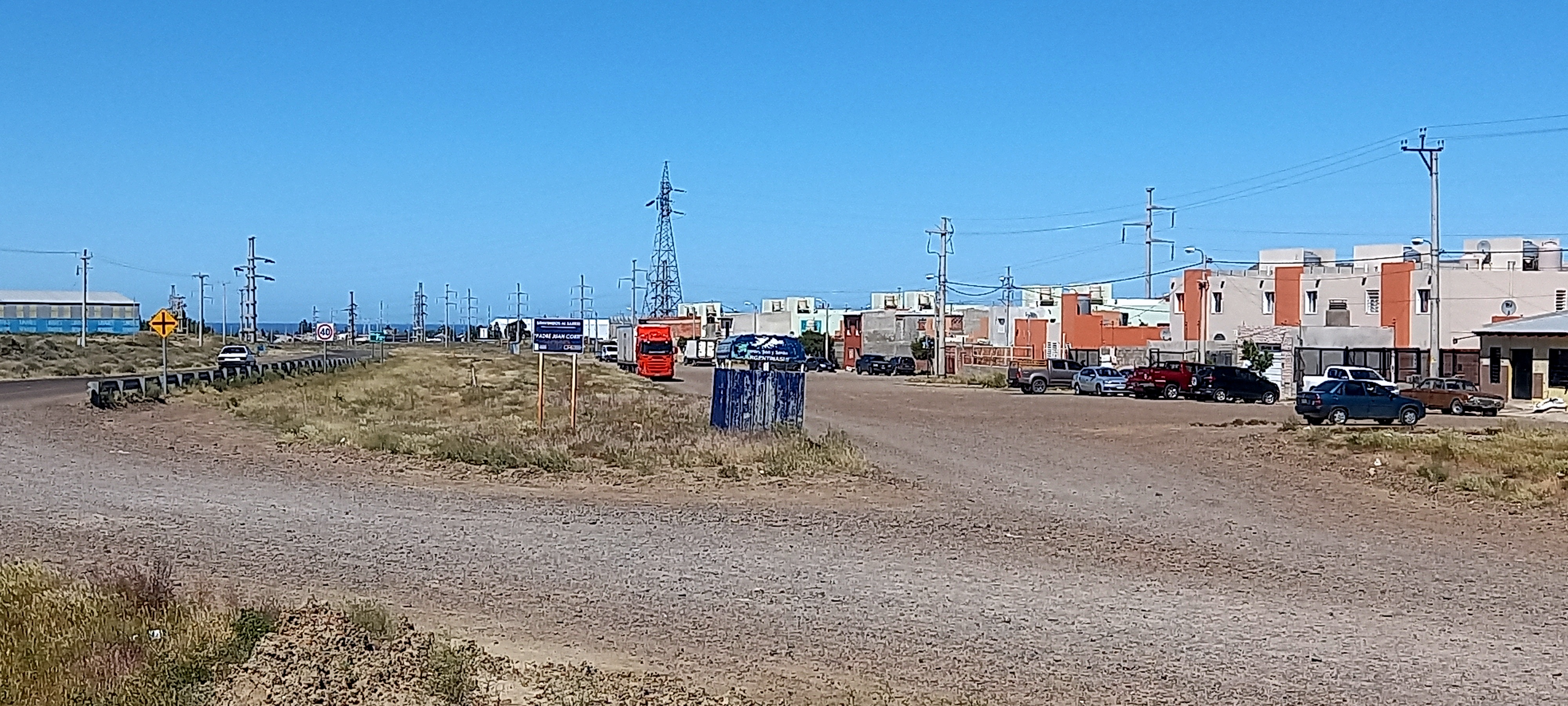
El barrio se erigió sobre el terraplén del ferrocarril. Sin embargo, aun conserva vestigios ferroviarios mínimos y una parada de colectivos muy cerca donde estuvo la del ferrocarril.

El itinerario de Ferrocarriles del Estado del 15 de diciembre de 1940. Todos los viajes de todas las líneas pasaron a operarse con ferrobuses. El viaje principal partía los domingos desde Comodoro a las 7:08, pasando por este punto a las 7:28 y arribando a Sarmiento a las 10:45; mientras que había otro viaje que partía todos los días menos domingos desde las 16:30, paso por este punto a las 16:51 y llegada a Sarmiento a las 20:25. En tanto, el viaje desde Sarmiento se producía los domingos desde las 17:45 con arribo a Comodoro a las 20:58; mientras que el viaje que corría todos los días menos domingos lo hacía desde las 7:45 con llegada a las 11:11 a Comodoro. Por otra parte, el itinerario informaba gran variedad de servicios que ejecutaron el viaje de media distancia a Escalante. Los mismos partían desde Comodoro a las 1:00, 6:35, 11:35, 16:40 y 18:49 y la vuelta desde Escalante se ejecutaba 2:15, 8:00, 13:00, 17:55 y 20:35. Además, el documento se refirió a este elemento como A.K 15 (Bomb. Diadema) y sin edificación para pasajeros en ese año.

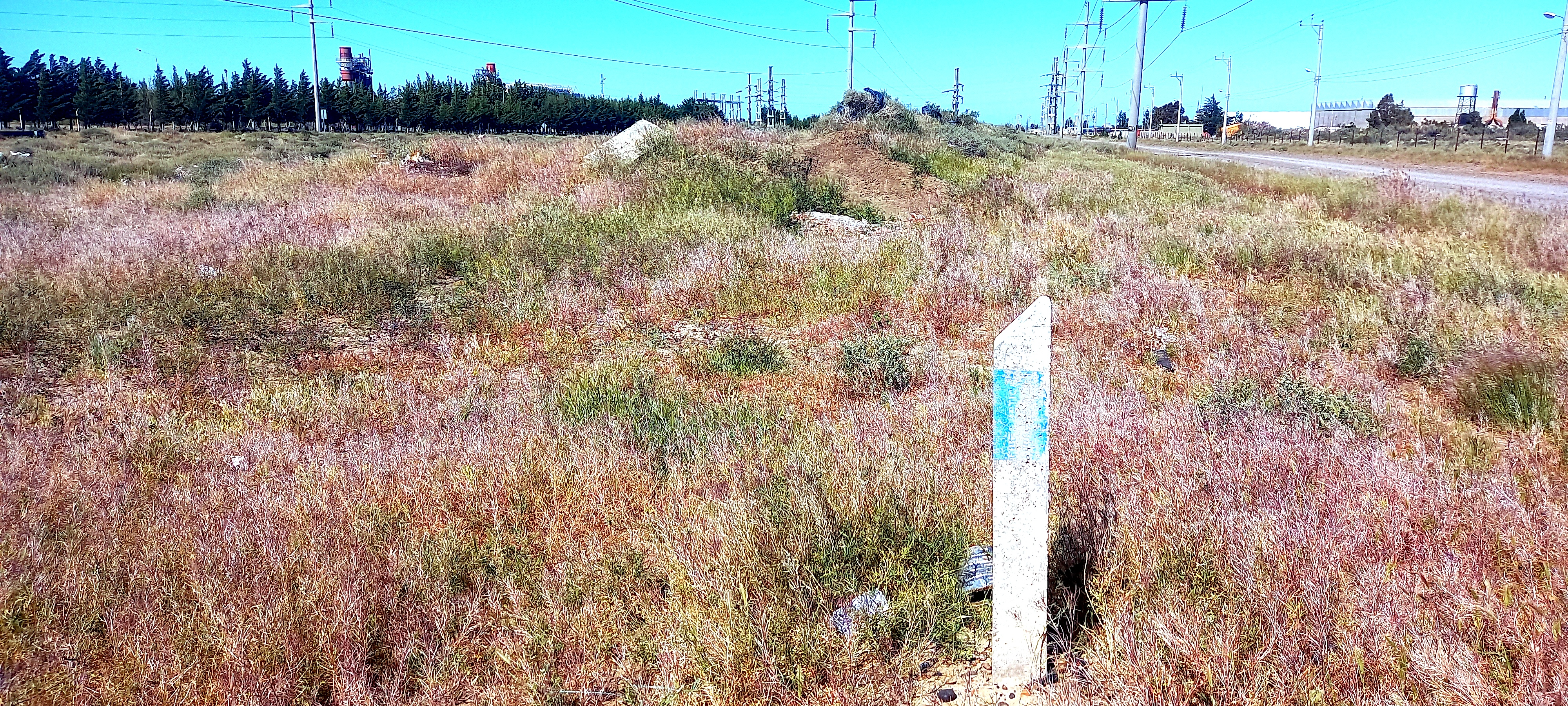
Terraplén arrasado en el ingreso al sector de Ciudadela conocido como Padre Corti.

Para el itinerario de 1946 se repitió las condiciones de 1938. Sin embargo, el itinerario trajo la novedad de la descripción del servicio de cargas a Sarmiento que se ejecutaba en forma condicional los lunes, miércoles y viernes. Este viaje se hacía con un formación a vapor y partía desde Talleres a las 9:40 para llegar a destino a las 17:40. El tren arribaba, con parada obligatoria, a este punto a las 9:51. Para comunicar la distancia que existía con El Sindicato al tren le tomaba 30 minutos, mientras que para unirse con Aeródromo se requerían 10 minutos. Por último, en este itinerario llamó a este punto A.K. 15 (Bomb. Diadema).
El mismo itinerario de 1946 fue presentado por otra editorial y en el se hace mención menos detallada de los servicios de pasajeros de este ferrocarril. En el documento se aclaró que la mayoría de los ferrobuses pararían en puntos adicionales que los pasajeros solicitaran para ascender o descender. Las tarifas se cobraban desde o hasta la estación más próxima anterior o posterior. La diferencia principal es que a este punto no fue tenido en cuenta para el viaje de larga distancia a Sarmiento, sino que fue incluido en un circuito suburbano a Escalante. Por último, se aludió a muchos puntos del ferrocarril con otros nombres. En el caso de este apeadero se lo llamó Bombas Diadema a secas.
El 10 de diciembre de 1948 fue presentado un itinerario que no representó grandes variaciones respecto del presentado en 1946. Sin embargo, la gran diferencia con el anterior documento estuvo en el viaje de cargas que recorría la línea completa desde Comodoro a Sarmiento; y no partía desde Talleres como en el itinerario anterior. De este modo, el viaje de cargas partía sin un día estipulado, en forma condicional desde Comodoro a las 9:30, paso por este punto a las 10:11 y arribo a Sarmiento a las 18:05. En tanto, la vuelta vuelta desde Sarmiento se producía desde las 10:20 con arribo a estación Comodoro a las 20:25. Por último, el itinerario se refirió a este punto como A.K. 15 (Bomb. Diadema).
Otra informe de 1955 fue dirigido al servicio suburbano. El mismo tenía su inicio en Comodoro y como puntas de rieles a Km 27 (que remplazaría Escalante como punta de riel), Km 20 y COMFERPET, es detallado con paradas y horarios de este servicio. Este documento ya no mencionó a este punto como parada posiblemente. En su lugar figuró el apeadero Kilómetro 13 Gasoducto. Tampoco, fue nombrada en otra sección dedicada al viaje de larga distancia a Sarmiento.

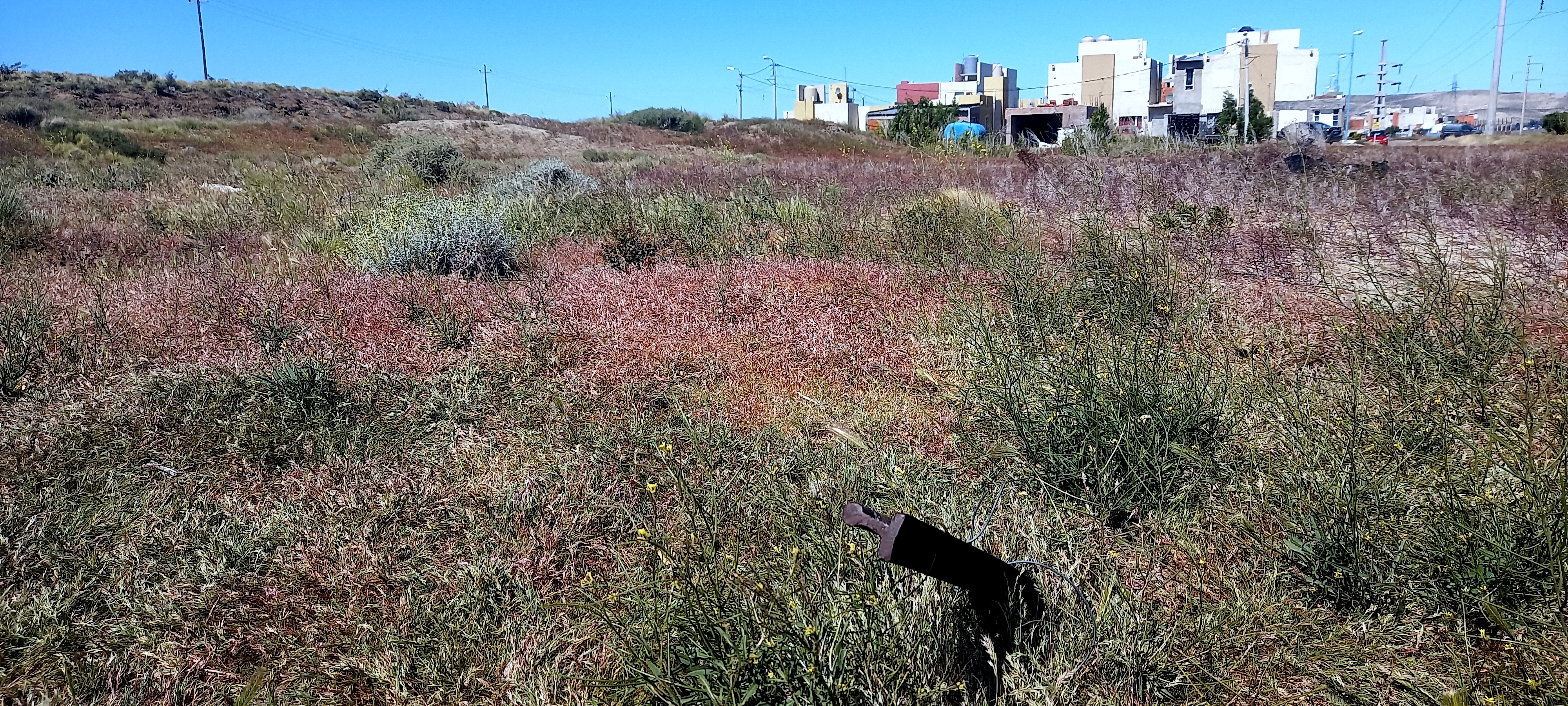
Últimos vestigios ferroviarios tras pasar el barrio Corti. En el costado izquierdo se observan los restos del terraplén.